# Forges Usines et Fonderies Haine-Saint-Pierre

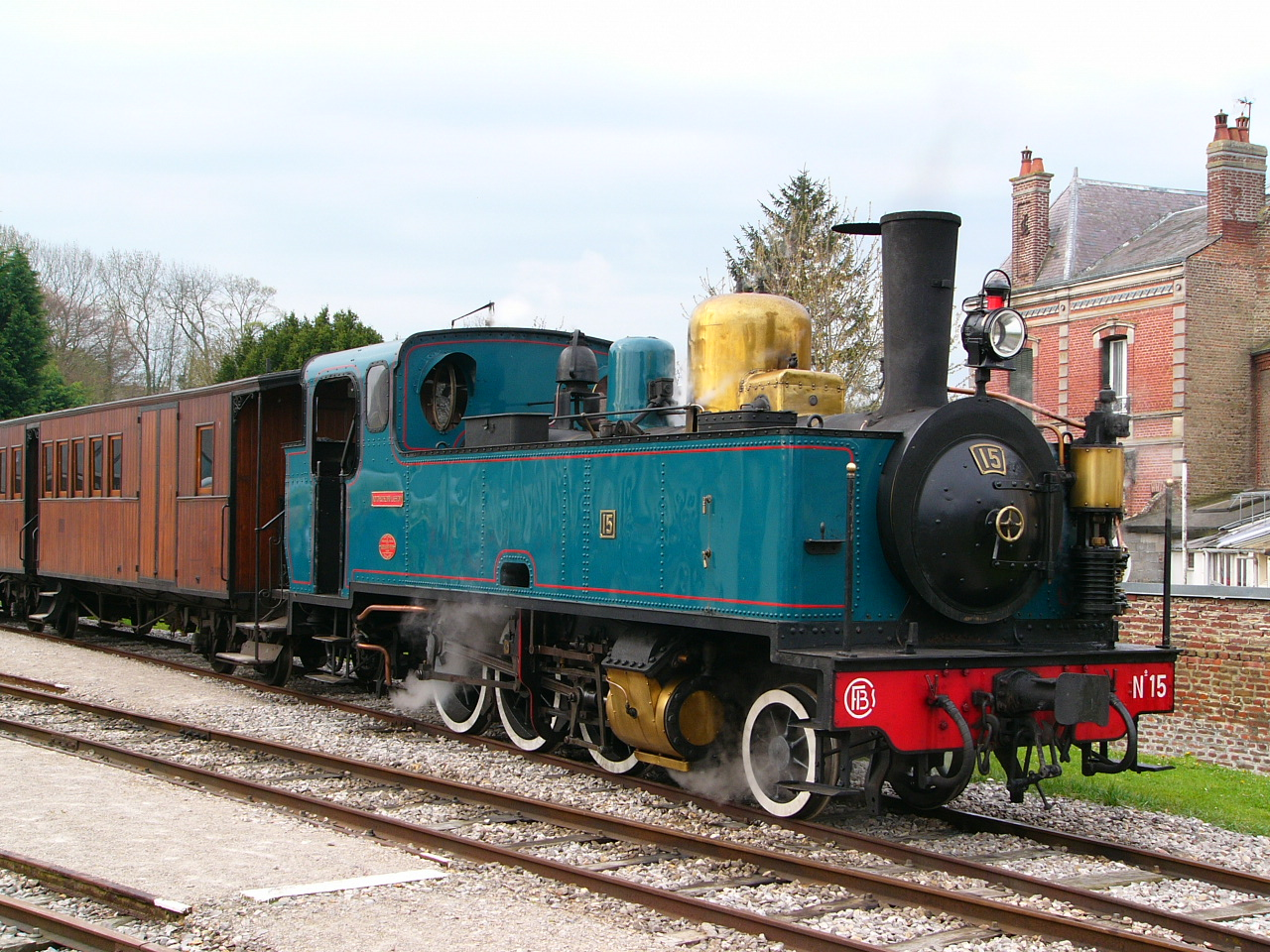
Stoomlocomotief type 130T zoals in gebruik op de historische Spoorlijn van de Sommebaai.

De firma Forges Usines et Fonderies Haine-Saint-Pierre was een Belgische producent van spoorwegmaterieel. Het werd in 1838 opgericht in Haine-Saint-Pierre en werd vaak simpelweg FUF genoemd (Forges Usines et Fonderies). Het maakte onder meer stoomlocomotieven tussen 1849 en 1961.

## Geschiedenis
De firma werd opgericht op 26 juli 1838. De productie groeide vanaf 1895, nadat er aanzienlijke investeringen in de site werden gemaakt. De firma begon ook te exporteren. In 1908 werd al de 1000ste locomotief gebouwd, een van het type 150.
In 1914 gingen de fabrieken dicht door het uitbreken van de Eerste Wereldoorlog. De productie werd wederom opgenomen in 1919 en zou tot het uitbreken van de Tweede Wereldoorlog succesvol exporteren. Tijdens de oorlog werd de fabriek gebruikt om de Duitse DRB Baureihe 50 te produceren. 
Na de oorlog zou de productie alsmaar afnemen tot de firma op 31 juli 1961 zou fuseren met de Ateliers Belges Reunis. Tegenwoordig is het onderdeel van Alsthom.

## Overlevende exemplaren
- Serienummer 231 uit 1884 in de haven van Porto Matosinhos, Portugal
- Serienummer 792 uit 1904 van het type 030T in het museum te Treignes, België
- Serienummer 1139-1141 uit 1912 van het type 130T in Volos, Griekenland
- Serienummer 1220 uit 1912 van het type 031 in Campos dos Goytacazes, Brazilië
- Serienummer 1316 uit 1920 van het type 130T op de Spoorlijn van de Sommebaai - gerestaureerd in 1998
- Serienummer 1378 uit 1922 van het type 030T bij Stoomtrein Dendermonde-Puurs
- Serienummer 1405 uit 1923 van het type 030T in het Stoomcentrum Maldegem
- Serienummer 1486 uit 1926 van het type 030T in [Lousal mine, Portugal]
- Serienummer 2068 uit 1952 van het type 241-142 Garratt, in het depot van de Mozambikaanse Spoorwegen